# Gheorghe Buzatu
Gheorghe Buzatu (n. 6 iunie 1939, Sihlea, fostul județ Râmnicu Sărat, azi în județul Vrancea – d. 20 mai 2013, Iași) a fost un istoric român de istorie contemporană a României.. Ca politician, a fost comunist, membru al P.M.R., iar după Revoluția din 1989 a trecut la extrema dreaptă devenind, în legislatura 2000-2004, senator de Iași, pe listele partidului Partidul România Mare și unul dintre preopinenții reabilitării ex-mareșalului degradat și criminal de război executat Ion Antonescu. După revoluție a susținut teze de sorginte fascistă, negaționiste și controversate, precum că evreii ar fi fost de vină pentru Holocaust, că ei ar fi instaurat comunismul în România, etc. și, a prezentat într-o lumină pozitivă România interbelică fascizată și Mișcarea legionară.
Ca parlamentar, a izbutit să introducă un amendament prin care Holocaustul era definit drept „exterminarea sistematică, în masă, a populației evreiești din Europa, organizată de către autoritățile naziste”, ca o disculpare a României.

## Biografie
Gheorghe Buzatu s-a născut la data de 6 iunie 1939 în comuna Sihlea (județul Vrancea). După absolvirea liceului la Râmnicu Sărat (în 1956), s-a înscris la  Facultatea de Istorie de la Universitatea Alexandru Ioan Cuza din Iași (1956-1961). În anul 1971, a obținut doctoratul în istorie.
După absolvirea facultății, a lucrat ca cercetător științific la Institutul de Istorie și Arheologie A.D.Xenopol al filialei Iași a Academiei Române (1961-1992), apoi, ca cercetător științific principal I al „Centrului de Istorie și Civilizație Europeană al Filialei din Iași a Academiei Române” (1992-1997).
A fost profesor universitar de „istorie contemporană și relații internaționale” la Universitatea din Craiova, începând din anul 1997. Buzatu a fost profesor consultant la Universitatea „Ovidius” din Constanța.
În paralel, a îndeplinit și funcțiile de secretar științific al Institutului A. D. Xenopol din Iași (1975-1990), precum și pe cea de director al Centrului de Istorie și Civilizație Europeană al Filialei Iași a Academiei Române (din 1992).
În iunie 2007, senatul universității Ovidius din Constanța i-a decernat titlul de Doctor Honoris Causa.
În decembrie 2008 „Academia Oamenilor de Știință din România” (a nu se confunda cu Academia Română) l-a ales pe Gh. Buzatu ca membru corespondent.

## Activitatea istorică
Activitatea istorică a lui Buzatu cuprinde 55 cărți publicate sub nume propriu, 70 volume coordonate sau în colaborare, peste 500 de studii și micromonografii, articole, eseuri, prefețe, note ș.a. A coordonat timp de mai mulți ani cu colecția „Românii în istoria universală”, care a ajuns la peste 160 de volume.

### Campania de reabilitare a lui Antonescu, antisemitismul și negaționismul
În iulie 2001, Buzatu a organizat la București, împreună cu lingvistul Ion Coja, un simpozion cu titlul edificator: „Holocaust în România?”, cu care ocazie și-a lansat „Liga pentru Combaterea Anti-Românismului LICAR”, devenind președintele ei.
Tot în anul 2001 el a publicat cartea elevului său, deputatul PRM Vlad Hogea, Naționalistul, o culegere de articole care apăruseră în revista „România Mare”, printre care „Care Holocaust?”, „Acești evrei care ne conduc viața” etc. România de după 1989 văzuse inundarea librăriilor cu scrieri virulent-xenofobe, antisemite, naziste și neo-naziste, ca „Mein Kampf”, „Protocoalele înțelepților Sionului” etc., deci Naționalistul ar fi putut trece neobservat dacă Buzatu nu s-ar fi folosit de o stratagemă: pentru a amplifica  provocarea, el a tipărit cartea lui Hogea în cadrul Centrului de Istorie și Civilizație Europeană al Filialei Iași a Academiei Române, exploatând poziția sa de director al acestei instituții. Scandalul s-a declanșat odată cu lansarea cărții la sediul PRM din București. Președintele Academiei, prof. Eugen Simion a declarat că nu a știut și nici nu a aprobat această editare. Procuratura a demarat o anchetă pentru publicarea de texte antisemite, anti-maghiare și xenofobe. Prefectul de Iași, Corneliu Rusu-Banu, a interzis comercializarea cărții în librăriile din regiune. La protestele liderilor maghiari, romi și evrei, ziarul România Mare a replicat pe 24 august 2001 cu un lung articol care începea cu fraza: „Față de încercările sioniste de a pedepsi Academia Română pentru publicarea „Naționalistului” atragem atenția Mafiei evreiești: Lăsați România în pace!...”. Ulterior, C.V.Tudor și Vlad Hogea, au negat că ar fi fost xenofobi sau antisemiți. Buzatu nu s-a dezis.
La sfârșitul lui iunie 2002, Buzatu a decis să submineze simpozionul organizat de Academia Română cu subiectul „Holocaustul și implicațiile sale pentru România” cu conferința „«Holocaustul roșu» care a produs milioane de victime în toată lumea”, ca o diversiune, o tentativă de diluare și de deviere de la subiect, poziție care a trezit  rezonanțe în discursul lui Răzvan Theodorescu, dar a fost contracarată de istoricul Florin Constantiniu.
Decorarea în 2004 de către Iliescu a fruntașilor extremei drepte Vadim Tudor și  Buzatu cu Steaua României a avut ca efect că laureatul Premiului Nobel Elie Wiesel, președintele Comisiei Internaționale pentru Studierea Holocaustului în România, a returnat decorația sa.

## Cărți publicate
- Nicolae Iorga. Omul și opera, vol. I, Iași, Editura Junimea, 1971, coordonatori Gh. Buzatu și N. Grigoraș; vol. II, Bacău, 1994; vol. III, Iași, 1999.
- Războiul secret. 1939-1945, Iași, Editura Junimea, 1973.
- Dosare ale războiului mondial (1939-1945), Iași, Editura Junimea, 1978.
- România și trusturile petroliere internaționale până la 1929, Iași, Editura Junimea, 1981 - Premiul Academiei Române.
- Iași 1600 - 1859 - 1918, Iași, Editura Junimea, 1983, coordonatori Gh. Buzatu și colaboratori - Premiul Academiei Române.
- Anglo-Romanian Relations after 1821, Iași, Editura Academiei, 1983 - coordonatori Gh. Buzatu și Al. Pascu.
- Funcția militantă a științei noastre istorice, în Istoria poporului român în concepția președintelui Nicolae Ceaușescu, coordonador Ion Popescu-Puțuri, Editura Politică, Bucarești, 1988.
- Din istoria secretă a celui de-al doilea război mondial, 2 vol., București, Ed. Științifică și Enciclopedică/Ed. Enciclopedică, 1988-1995; vols. I-II, ediția a II-a, Iași, Tipo Moldova, 2009.
- Războiul marilor spioni, I-II, Iași, Editura Junimea, 1986-1990.
- Eminescu: Sens, timp și devenire istorică, 2 vol., coordonatori Gh. Buzatu, Ștefan Lemny, I. Saizu,Stela Cheptea, Iași, Editura Universității, 1988-1990; vols. I-II, ediția a II-a, Iași, Tipo Moldova, 2010.
- Mareșalul Antonescu în fața istoriei, 2 vol., Iași, Editura BAI, 1990, editor, în colaborare cu Stela Cheptea, V. F. Dobrinescu, I. Saizu; ediția a II-a, Iași, Tipo Moldova, 2010.
- Ion Antonescu, Un ABC al anticomunismului românesc, 2 vol., Iași - București, Editura Moldova/Mica Valahie, 1991-1998, ediție Gh. Buzatu.
- Războiul mondial al spionilor (1939-1989), Iași, Editura B.A.I., 1991.
- România cu și fără Antonescu: documente, studii, relatări și comentarii, Iași, Editura Moldova, 1991.
- Românii în arhivele Americii, Iași, Editura Moldova, 1992.
- ... Așa a început holocaustul împotriva poporului român, București, Editura Majadahonda, 1995.
- Românii în arhivele Kremlinului, București, Editura Univers Enciclopedic, 1996; ediția a II-a, Iași, Tipo Moldova, 2010.
- Radiografia Dreptei românești (1927-1941), București, Editura FFPress, 1996, Gh. Buzatu, Corneliu Ciucanu, Cristian Sandache.
- O istorie a petrolului românesc, București, Editura Enciclopedică, 1998; ediția a II-a, Iași, Demiurg, 2009 (vezi mai jos).
- Agresiunea comunismului în România. Documente din arhivele secrete: 1944-1989, 2 vol., București, Editura Paideia, 1998, editori Gh. Buzatu, Mircea Chirițoiu.
- Istoria Românilor în secolul XX. 1918-1948, București, Editura Paideia, 1999; ed. a II-a, 2002 - în colaborare cu prof. Ioan Scurtu.
- Mareșalul Antonescu la judecata istoriei, București, Editura Mica Valahie, 2002 - coordonare și colaborare; ediția a II-a - Trecutul la judecata istoriei. Mareșalul Ion Antonescu: Pro și contra, București, Editura Mica Valahie, 2006.
- Mareșalul Antonescu în fața istoriei. Directive de război - editori Gh. Buzatu și colaboratori, Craiova, Editura Helios, 2002; ediția a II-a, Iași, Tipo Moldova, 2010.
- România și Marile Puteri: 1939-1947, București, Editura Enciclopedică, 2003.
- 23 august 1939-1944. România și proba bumerangului, București, Editura Mica Valahie, 2003, editori Gh. Buzatu, Dana Beldiman.
- A History of Romanian Oil, I-II, București, Editura Mica Valahie, 2004-2006 - Premiul "D. Cantemir" al Academiei Oamenilor de Știință din România (2009).
- O istorie a prezentului, Craiova, Ed. Mica Valahie, 2004; ediția a II-a, Iași, Tipo Moldova, 2010.
- Istoria Senatului României. 1864-2004, București, Monitorul Oficial, 2004, colaborări Gh. Buzatu.
- Arhive secrete, secretele arhivelor, 2 vol., Ed. Mica Valahie, 2005), ediție în colaborare cu Corneliu Bichineț.
- Hitler, Stalin, Antonescu, I, Ploiești, Editura Mileniul III, 2005.
- Discursuri și dezbateri parlamentare (1864-2004), editori Gh. Buzatu și colaboratori, două ediții, București, Editura Mica Valahie, 2004, 2006.
- Stalin, Hitler, Antonescu, II, R. Vâlcea, Rottarymond, 2007, în colaborare cu G. Rotaru.
- România sub Imperiul Haosului (1939-1945), București, Editura RAO, 2007.
- Încoronarea - 15.X.1922, editori Gh. Buzatu și Neculai Nacu, Iași, Studis, 2007.
- Pace și război (1940-1944). Jurnalul Mareșalului Ion Antonescu, vol. I, 1940-1941, editori Gh. Buzatu, Stela Cheptea, Marusia Cîrstea, Iași, Casa Editorială Demiurg, 2008.
- Românii din arhive, editor Gh. Buzatu, in colaborare cu Stela si Gh. Acatrinei, Bucuresti, Editura Mica Valahie, 2008.
- Europa in balanța forțelor, 1919-1939, de Gh. Buzatu si Marusia Cîrstea, Bucuresti, Editura Mica Valahie, 2008.
- Antonescu, Hitler, Stalin. Un raport nefinal, III, Iași, Casa Editorială Demiurg, 2008.
- Marea Unire a tuturor Românilor din 1918, coordonatori Gh. Buzatu, Horia Dumitrescu, Focșani, Editura Pallas, 2008.
- Academia Română, Istoria Românilor, vols. VIII-IX, coordonare I. Scurtu și, respectiv, Dinu C. Giurescu, București, Editura Enciclopedică, 2003-2008, colaborări Gh. Buzatu.
- Procesul și execuția Mareșalului Ion Antonescu, Alexandria, Editura TL, 2009, Gh. Buzatu, Ioana Panagoreț, Dan Botez.
- Dicționar Enciclopedic, vols. I-VII, București, 2001-2009, coordonare generală - Marcel D. Popa, colaboratori: Gh. Buzatu, Ion Calafeteanu, Florin Constantiniu, Dinu C. Giurescu,
- Românii în arhivele străine, I-II, în colaborare cu Stela Cheptea, Marusia Cîrstea, Iași, Editura Moldova, 2009.
- România în ecuația războiului și păcii, 1939-1947, I-II, în colaborare cu Stela Acatrinei, Daniel Onișor, Corneliu Ciucanu, Horia Dumitrescu, Iași, Editura Moldova, 2009; ediția a II-a, București, Editura Mica Valahie, 2009.
- Execuția Mareșalului Ion Antonescu, Iași, Casa Editorială Demiurg, 2009.
- România Mare în ecuația păcii și războiului, 1919-1947, coordonatori Gh. Buzatu și Horia Dumitrescu, Iași, Casa Editorială Demiurg, 2009.
- Convergențe istorice și geopolitice: Omagiu Profesorului Horia Dumitrescu, coordonatori Stela Cheptea și Gh. Buzatu, Iași, Casa Editorială Demiurg, 2009.
- O istorie a petrolului românesc, ediția a II-a, revăzută și adăugită, Iași, Casa Editorială Demiurg, 2009 (vezi, mai sus, ediția I-a, 1998).